# Benno Thorsch
Benno Bernhard Thorsch (* 6. Januar 1898 in Meran (Tirol); † 2. September 2003 in Laguna Woods, Kalifornien) war ein deutscher Unternehmer, in dessen Dresdner Kamera-Werkstätten in den 1920er und 1930er Jahren wichtige Neuentwicklungen im Bereich der Fotokameras entstanden. Thorsch war ursprünglich Schweizer Staatsbürger mit einem jüdischen Elternteil, der 1938 zur Zeit des Nationalsozialismus in die Vereinigten Staaten emigrierte.
Am 11. Dezember 1919 heiratete Benno Thorsch in Weggis (Schweiz, Kanton Luzern) seine Frau Gertrud, geb. Hartmann (geboren am 9. März 1900 in Nordhausen (am Harz)). In der USA heiratete er ein zweites Mal. Seine Frau Edith, geb. Müller (in den USA genannt Miller), immigrierte aus Österreich/Wien in die USA.

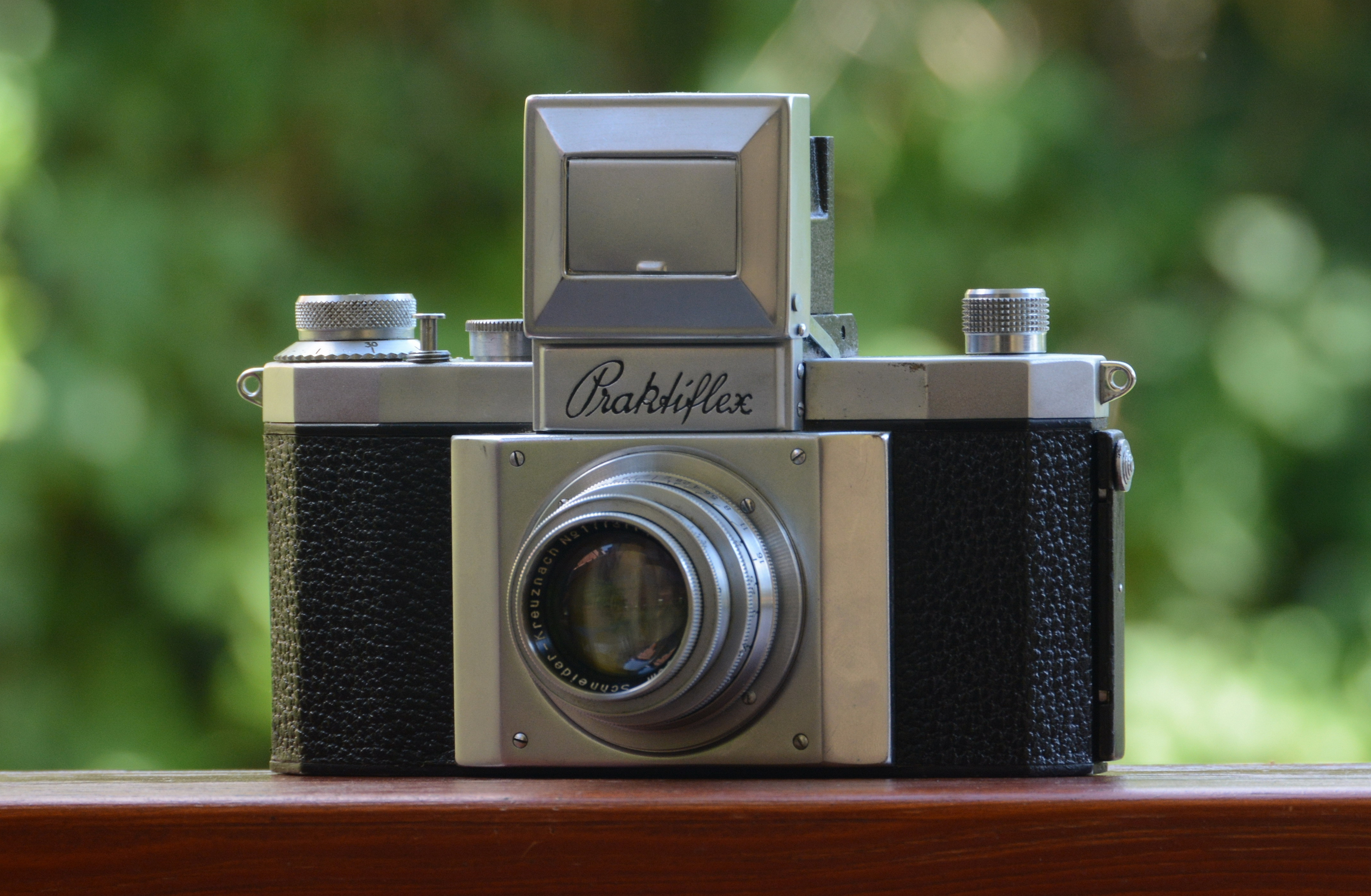
Kleinbildspiegelreflexkamera Praktiflex, unter Benno Thorsch und Alois Hoheisel entwickelt

Benno Thorsch gründete zusammen mit Paul Guthe, der bereits seit 1915 im Bereich der Kamerafabrikation tätig war, 1919 die Kamera-Werkstätten Guthe & Thorsch GmbH („KW“) in Niedersedlitz bei Dresden. Wichtige Neuentwicklungen waren in der Folgezeit die „Patent-Etui-Kamera“, eine sehr kleine Faltkamera für Filme der Größen 9 × 12 cm und 6,5 × 9 cm, und die „Pilot“, die erste zweiäugige Spiegelreflexkamera für 3x4-cm-Negative. Es folgten 1932 die Pilot Box für 6 × 9 cm Mittelformat-Rollfilm und 1939 die Pilot 6 für 6x6-cm-Negative. Die ab 1938 angebotene Pilot Super hatte austauschbare Objektive.
Benno Thorsch und Alois Hoheisel entwickelten ab 1937 weiters die Praktiflex, die weltweit dritte in Serie produzierte einäugige Kleinbildspiegelreflexkamera. Die Kamera wurde auf der Leipziger Messe 1939 präsentiert. Praktiflex-Kameras gelten als Vorläufer der ab 1948 mit M42-Objektivgewinde produzierten Praktica-Kameras.
Thorsch zahlte in den 1930er Jahren Paul Guthe aus. Als Schweizer Staatsbürger mit einem jüdischen Elternteil verließ Benno Thorsch nach der Scheidung mit seinen beiden Kindern Irmgard und Bernward 1938 Deutschland in Richtung USA. Das Dresdner Unternehmen, das nach dem Krieg als Kamera-Werke Niedersedlitz firmierte, tauschte er dabei gegen Charles A. Nobles Fotogeschäft „Stutz Photo Service“ in Detroit. 1944 eröffnete er in Los Angeles den „Studio City Camera Exchange“, den er lange Jahre zusammen mit seinem Sohn, dem Photographen und Unternehmer Bernward Thorsch (1920–2015) betrieb. Er starb im Alter von 105 Jahren am 2. September 2003 in Laguna Woods, Kalifornien.
Der Bildhauer Fritz Maskos fertigte 1934 eine Bronzebüste des erfolgreichen Industriellen Benno Thorsch. In den Technischen Sammlungen Dresden heißt der Konferenzsaal ihm zu Ehren Benno-Thorsch-Saal.